# Alpe di Mera
L'Alpe di Mera è una località valsesiana turistica montana situata nel comune di Scopello, in Piemonte, sulle Alpi Pennine, ad un'altitudine compresa tra i 1500 e i 1700 m sul livello del mare.

## Caratteristiche

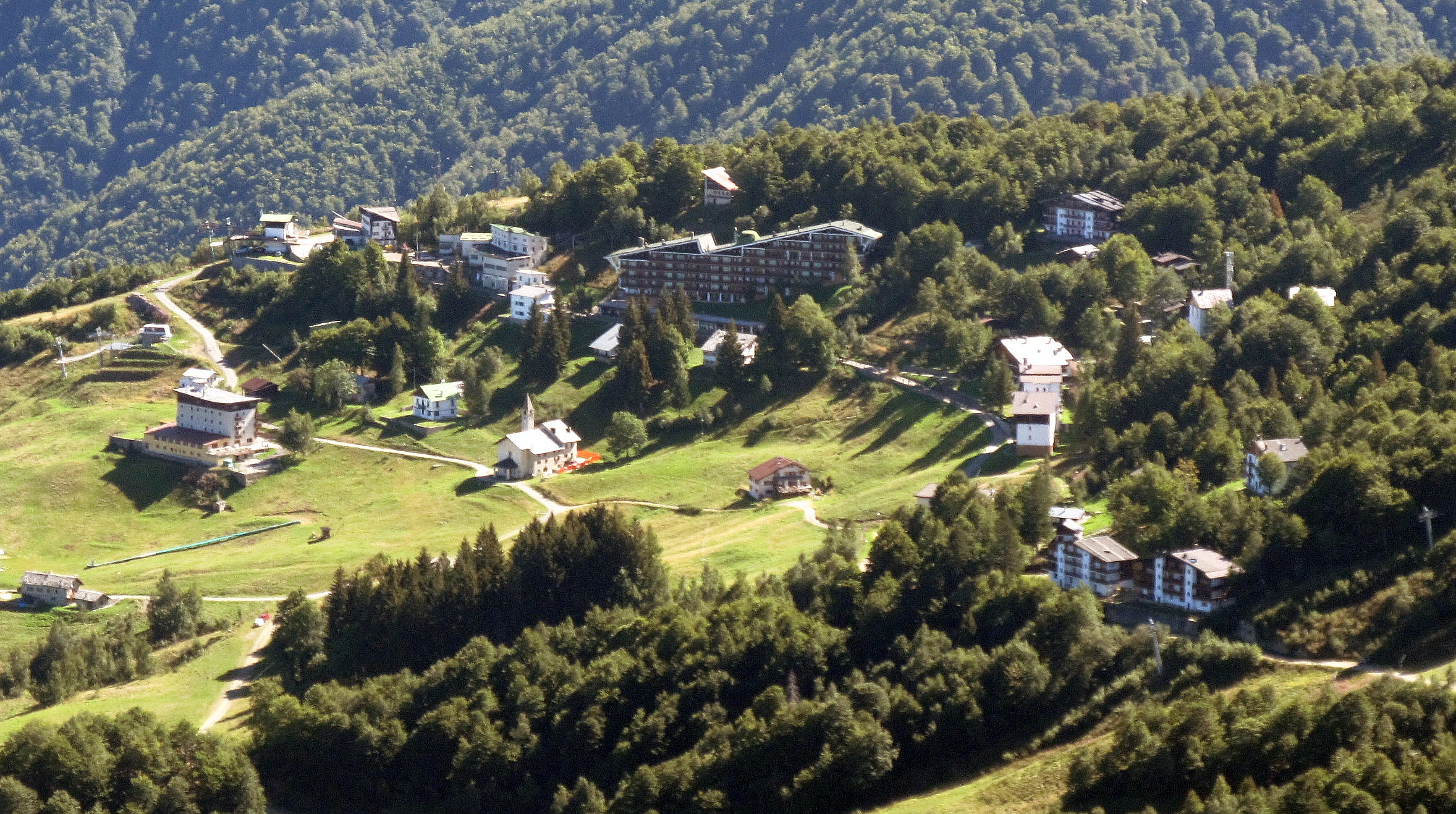
L'Alpe di Mera della cima d'Ometto

In passato era un ricco alpeggio, utilizzato fino dal medioevo per il pascolo estivo del bestiame; nel XII e XIII secolo appartenne ai Conti di Biandrate. 
Da questa località si gode di una magnifica vista del Monte Rosa. Durante la stagione invernale questo piccolo paese è raggiungibile esclusivamente con la seggiovia che parte dal comune di Scopello o in motoslitta, infatti si presenta immerso nella neve ed è circondato dalle piste da sci, che corrono letteralmente in mezzo alle case e dispiegandosi per circa 30 chilometri di lunghezza.

### Accesso
Mera è raggiungibile attraverso una strada, prolungata nel 2006 fino all'inizio del centro abitato (in inverno la strada termina ai 1200 metri dell'Alpe Trogo), e tramite una seggiovia che la collega a Scopello in 20 minuti circa, la cui stazione è situata appena a lato della famosa fontana della matematica.
Presso la stazione a valle della seggiovia vi è un grande piazzale dove è possibile lasciare l'automobile gratuitamente anche per lunghi periodi. I parcheggi all'Alpe Trogo e all'Alpe di Mera sono, invece, a pagamento.

## Sviluppo turistico invernale

### Storia
Dopo essere stata per molti secoli, solo un vasto alpeggio, al termine della seconda guerra mondiale, l'Alpe di Mera iniziò ad affermarsi come un'importante località turistica. Il primo impulso fu dato nel 1949, quando il 9 agosto venne inaugurata la seggiovia monoposto Scopello-Mera, che rendeva finalmente accessibile l'alpeggio non solo a piedi. Nell'inverno successivo, vennero inaugurate la sciovia Camparient e la pista da sci servita dall'impianto. L'Alpe di Mera divenne così una delle prime stazioni sciistiche italiane. Alla fine degli anni cinquanta vennero inaugurati due nuovi impianti che permettevano un ampliamento del comprensorio sciistico: si trattava delle sciovie Pian Rastò e Campo. Sempre in questo periodo la seggiovia Scopello-Mera venne smantellata e sostituita da una più moderna seggiovia. 
Negli anni sessanta Mera continuò ad ampliarsi, e vennero inaugurate le sciovie Colma e Bimella, mentre la sciovia Camparient, il primo impianto sciistico di Mera, venne sostituita da una sciovia doppia. Grazie alla vicinanza con le città della Pianura Padana, specie con Vercelli, Novara e Milano, gli sciatori che frequentano l'Alpe di Mera sono sempre numerosi, tanto che nel 1975 si decise per un nuovo ammodernamento della stazione sciistica: la seggiovia Scopello-Mera venne sostituita dall'attuale seggiovia biposto. Successivamente l'attività della stazione sciistica rimase fiorente, nonostante la concorrenza delle stazioni sciistiche alpine come Alagna Valsesia. Negli anni novanta, Mera subì, però, un calo di presenze di sciatori, complici anche alcuni inverni con scarse nevicate e la concorrenza delle altre stazioni sciistiche dell'Alto Piemonte. 
Questo calo di presenze impedì ai gestori di realizzare nuovi impianti e di dotarsi di un impianto di innevamento programmato; fu così che l'Alpe di Mera si presentò al nuovo millennio con difficoltà economiche e una sempre minor frequentazione sciistica. A questo si aggiunsero le chiusure e lo smantellamento degli impianti sciistici più datati. 
La situazione della stazione andò sempre verso un più marcato peggioramento. Nel 2004 la stazione fu ad un passo dalla chiusura, ma venne salvata dall'arrivo di un cospicuo capitale derivante dalle Olimpiadi invernali di Torino 2006, che hanno permesso gli ammodernamenti necessari per salvare la località sciistica.
Nella stagione invernale 2004-2005 è stato finalmente inaugurato un moderno impianto di innevamento programmato che permise l'apertura della stazione anche nei periodi di scarso innevamento. In seguito, nell'estate 2006, vennero smantellate tutte le vecchie sciovie della stazione, ad eccezione della sciovia Campo, che verrà dismessa nel 2008. Al posto delle vecchie sciovie sono state costruite tre nuove seggiovie, due quadriposto ed una biposto, le quali sono state inaugurate nell'inverno 2006-2007. 
Da fine ottobre 2008 gli impianti di risalita sono stati dati in gestione per 10 anni alla Mera Ski srl, società formata da una serie di imprenditori locali, che aveva già gestito gli impianti l'inverno precedente.
Al termine della gestione Mera ski, la società pubblica Monterosa 2000, già proprietaria degli impianti di Alagna, acquisisce gli impianti di Mera ed entra ufficialmente nel comprensorio del Monterosa Ski, dopo alcuni anni di affiliazione.

### Impianti di risalita
- Seggiovia biposto Scopello-Mera, costruita dalla ditta Leitner nel 1975
- Seggiovia quadriposto Capricorno, costruita dalla ditta Doppelmayr nel 2006
- Seggiovia quadriposto Camparient, costruita dalla ditta Doppelmayr nel 2006
- Seggiovia biposto Bimella, costruita dalla ditta Doppelmayr nel 2006
- Skilift Campo, costruito dalla ditta Doppelmayr
- Tapis roulant Baby
- Tapis roulant Snow School Camparient

### Piste di sci alpino
Ecco un elenco delle piste di sci alpino dell'Alpe di Mera. 

Piste servite dalla seggiovia Camparient (1420-1739 m)
- Boschetto
- Camparient
- Baita
- Scoiattolo
- Primavera
- Canalone

Piste servite dalla seggiovia Capricorno (1156-1508 m)
- Capricorno
- Trogo
- Rastò
- Pianaccia

Piste servite dalla seggiovia Bimella (1348-1722 m)
- Bimella
- Colma
- Autostrada

Piste servite dalla sciovia Campo (1510-1560 m)
- Campo

Piste servite dalla seggiovia Scopello-Mera (702-1540 m)
- Mera-Scopello

## Escursionismo estivo
Dall'Alpe di Mera partono numerosi itinerari escursionistici estivi da percorrere a piedi o in MTB.
Una delle gite più classiche è la salita alla vicina Cima dell'Ometto, raggiungibile in un'ora circa di cammino e che offre un buon panorama sul Biellese e sulla conca di Mera. Alla Bocchetta della Boscarola si può invece arrivare lungo un sentiero segnalato dal C.A.I. di Varallo e percorribile in circa 45 minuti.

## Luoghi di interesse

### Oratorio della Madonna della Neve
Non si hanno notizie precise riguardo all'antico edificio religioso presente all'Alpe di Mera ma è conosciuto un voto fatto dagli abitanti di Scopello e Pila alla Beata Vergine Maria per aver difeso la popolazione e le greggi dall'invasione dei lupi risalente all'anno 1585, rappresentato in un affresco nell'attuale chiesa: il voto viene rinnovato ogni anno alla fine dell'inverno e all'inizio della stagione estiva (in questi ultimi anni è stata scelta la data del 2 giugno) con una processione a piedi che si snoda dalla chiesa parrocchiale di Scopello fino all'Alpe per l'antica mulattiera. La chiesa così come è attualmente, è stata costruita intorno alla seconda metà del XVIII secolo, dedicata alla Madonna della Neve. La statua lignea della Vergine è simile alla Madonna di Oropa: l'immagine della Madonna Nera è molto venerata nelle vallate biellesi, confinanti con l'Alpe di Mera. Sono in corso dei restauri dell'apparato pittorico interno che hanno permesso il recupero delle decorazioni ad affresco del presbiterio di inizio XIX secolo, attribuite ai pittori valsesiani Avondo Giovanni e Giuseppe Antonio  che erano state coperte da ridipintura a tempera della metà del XX secolo. La festa liturgica viene celebrata il 5 agosto e, secondo antichissima tradizione, quando questa data cade in domenica, viene fatta una particolare processione con la statua per le strade dell'Alpe.

## Curiosità
Nel 2021 la località è stata scelta come arrivo della 19ª tappa del Giro d'Italia.
Nel 2007 la località è stata scelta come set di una pellicola cinematografica intitolata “SOS - Sex On Snow” con protagonista il pornoattore vercellese Omar Galanti.